# Hancock Whitney Center
Das Hancock Whitney Center (früher One Shell Square) ist ein Wolkenkratzer in New Orleans im US-Bundesstaat Louisiana. Es besitzt 51 Stockwerke und misst bis zum höchsten Punkt 212,45 Meter (687 ft), was es zum höchsten Gebäude der Stadt und des Staates macht.

## Architektur
Entworfen wurde das Gebäude von Skidmore, Owings & Merrill. Von der Bauweise her weist es starke Ähnlichkeiten zum One Shell Plaza in Houston und zum Republic Plaza in Denver auf, welche ebenfalls von SOM entworfen wurden. Bauherr war Hines Interest. Hauptmieter ist die Shell Oil Company, ein US-amerikanisches Tochterunternehmen von Royal Dutch Shell. Weitere Mieter sind Ernst & Young, Deloitte und weitere regionale Unternehmen. Das Gebäude ist bis zu ca. 90 % vermietet.
Zum Bau des Gebäudes wurde ein Doppelrohrsystem bestehend aus einem Stahlkern und einer Betonummantelung benutzt. Als Material für die Fassade wurde Travertin, ein italienischer Kalkstein, und bronzenes Glas benutzt. Auf dem Dach befindet sich außerdem ein Hubschrauberlandeplatz. Es wird hauptsächlich als Bürogebäude benutzt, das Erdgeschoss bietet Platz für Einzelhandel.
Zur Zeit der Fertigstellung 1972 war es das höchste Gebäude im Südosten. Erst im Jahr 1976 musste es diesen Titel an das Westin Peachtree Plaza Hotel in Atlanta abtreten.

## Hurricane Katrina
Nach Fertigstellung des Gebäudes wurde vor allem die Standfestigkeit aufgrund der Benutzung von Kalkstein als Fassadenmaterial im wettertechnisch schwierigen Südosten der USA angezweifelt. Nach Hurricane Katrina blieb der One Shell Square wie viele andere Gebäude dieser Höhe beinahe unversehrt. Die Schäden blieben im kleineren Bereich wie zerbrochene Fenster. Nach einer Restauration wurde es für die Mieter im Dezember 2005 wieder eröffnet.

## Filmkulisse
Das Gebäude spielt im Film Parallels – Reise in neue Welten eine zentrale Rolle.